# Chó Springer Spaniel Wales
Chó Springer Spaniel Wales (tiếng Anh:Welsh Springer Spaniel) là một giống chó và là thành viên của nhóm chó Spaniel. Được cho là có thể so sánh với Chó Land Spaniel Cũ, có nét tương đồng với cái tên Chó Springer Spaniel Anh và trong lịch sử đã từng được gọi cả với cái tên Chó Spaniel xứ Wales và Chó Spaniel Cocker xứ Wales. Giống chó này tương đối ít được biết đến cho đến khi một loạt các chiến thắng trong các bài kiểm tra dành cho giống chó đã làm gia tăng mức phổ biến của nó. Sau sự công nhận của Câu lạc bộ Chăm sóc Chó năm 1902, giống chó này đã sỡ hữu được cái tên hiện đại mình là Chó Springer Spaniel Wales. Lớp lông của giống này chỉ có một màu lông được chấp nhận là lông trắng pha với các mảng màu đỏ, thường là ở dạng hình tròn. Trung thành và trìu mến, chúng có thể trở nên rất gắn bó với các thành viên trong gia đình và cảnh giác với người lạ.

## Sức khỏe
Chó Springer Spaniel Wales nhìn chung là một giống chó khỏe mạnh, nhưng một số bệnh chúng có thể gặp phải những tình trạng phổ biến với nhiều giống như loạn sản xương hông, bệnh tăng nhãn áp Canine và giống như những con chó khác có tai nhô ra, chúng dễ bị nhiễm trùng tai như viêm tai giữa. Trong một cuộc khảo sát về hơn một trăm giống chó được tiến hành vào năm 1997, Chó Springer Spaniel Wales được xếp thứ 14 trong danh sách những giống chó có số điểm phần hông tồi tệ nhất, với điểm trung bình của giống chỉ là 18.45. Tuổi thọ trung bình của giống chó này là 12 đến 15 năm.